# Eine blassblaue Frauenschrift (Film)
Eine blassblaue Frauenschrift (im Original: blaßblaue) ist ein österreichischer Fernsehfilm von 1984, der auf der Erzählung Eine blassblaue Frauenschrift von Franz Werfel beruht.

## Handlung
Im Österreich des Jahres 1936 blickt der 48-jährige Leonidas Tachezy stolz auf sein bisheriges Leben zurück. Der Sohn eines armen Gymnasiallehrers ist durch die Heirat mit der bildhübschen Millionenerbin Amélie Paradini in die höchsten Kreise der Gesellschaft aufgestiegen. Als Sektionschef im Unterrichtsministerium gehört er zur politischen Elite des Landes.
Zu seinem Geburtstag erhält er einen Brief, handgeschrieben in einer blassblauen Schrift, aber höflich und formal. Es ist ein Brief der Jüdin Vera Wormser, der Liebe seines Lebens. Eine kurze, aber heftige Liebesaffäre vor 11 Jahren in Perugia (Italien) verbindet die beiden. (In der Erzählung Werfels fand die Affäre vor 18 Jahren in Heidelberg statt.) Nun schreibt Vera, die sich in Wien aufhält, dass ein „begabter, junger Mann von 11 Jahren“ in Deutschland nicht mehr das Gymnasium besuchen könne. (In der Erzählung ist der Junge 17 Jahre alt.) Sie bittet nun darum, ihm einen Platz in einer guten Schule in Wien zu verschaffen. Tachezy hat den Eindruck, sie spreche von ihrem gemeinsamen Sohn.
Er erinnert sich an Vera, ihre kurze, aber intensive Beziehung und vor allem an seine Lügen ihrer hinsichtlich ihrer gemeinsamen Zukunft – und sein schlechtes Gewissen erwacht. Im ersten Moment möchte er mutig sein, sich zu seiner Liebe und seinem Sohn bekennen. Bei einer Kabinettsrunde gefährdet der ansonsten opportunistische Beamte sogar seine berufliche Stellung, als er sich, gegen den Geist der Zeit, für die Berufung eines jüdischen Universitätsprofessor einsetzt.
In der Mittagspause wendet sich das Blatt: Zuhause wird er von seiner Frau, die ihn der Untreue verdächtigt, auf den Brief angesprochen. Er gibt ihn ihr; sie erkennt den Sinn zwischen den Zeilen nicht und entschuldigt sich unter Tränen für ihre Eifersucht. Nun wäre der Moment für ein Geständnis gekommen, doch er lässt ihn verstreichen.
Als sich bei einem anschließenden Treffen mit Vera auch noch aufklärt, dass dieser 11-Jährige gar nicht sein Sohn ist, sondern der einer Freundin Veras, lässt Tachezy den jüdischen Gelehrten fallen und setzt sein routiniertes, selbstzufriedenes Leben weiter fort wie vor diesem Tag.
Der Film endet am gleichen Tag mit einer Szene in der Oper. Leonidas sitzt in der Loge und schläft langsam ein. Beim Einschlafen wird ihm bewusst, dass das Schicksal ihm heute die Möglichkeit gegeben hätte, sein Leben zu ändern. Er hat diese Chance ungenutzt verstreichen lassen. Eine weitere Chance wird es nicht mehr geben.

## Auszeichnungen
Der vielfach ausgezeichnete Film erhielt unter anderem den „Prix Italia“ (1985), die „Goldene Nymphe“ und den Kritikerpreis beim Fernsehfilmfestival von Monte Carlo (1985) und die „Goldene Kamera“ (1987). Axel Corti wurde für diese Arbeit beim 34. Internationalen Filmfestival von San Sebastián (Spanien) als bester Regisseur ausgezeichnet. Friedrich von Thun erhielt für seine Darstellung des Leonidas Tachezy den Großen Preis des Fernsehfilmfestivals von Monte Carlo.